# NGC 1372
NGC 1372 è una lontana galassia ellittica situata nella costellazione dell'Eridano, a una distanza di circa 438 milioni di anni luce dalla nostra Via Lattea.

## Scoperta
La galassia è stata scoperta il 12 novembre 1885 dall'astronomo statunitense Francis Leavenworth.